# Cotu (okręg Dolj)
Cotu – wieś w Rumunii, w okręgu Dolj, w gminie Breasta. W 2011 roku liczyła 188 mieszkańców.